# Kalendarium rządu Włodzimierza Cimoszewicza
Kalendarium rządu Włodzimierza Cimoszewicza opisuje powołanie rządu Włodzimierza Cimoszewicza, zmiany na stanowiskach ministrów, sekretarzy stanu, podsekretarzy stanu, wojewodów i wicewojewodów a także zmiany personalne na kierowniczych stanowiskach w urzędach centralnych podległych Radzie Ministrów.

## Zmiany w rządzie
Lista zmian personalnych na stanowiskach ministrów, sekretarzy stanu i podsekretarzy stanu.

### Rok 1996
| Powołanie | Odwołanie |
| 7 lutego 1996 | 7 lutego 1996 |
| --- | --- |
| - Romana Jagielińskiego na urzędy wiceprezesa Rady Ministrów oraz ministra rolnictwa i gospodarki żywnościowej, - Grzegorza Kołodki na urzędy wiceprezesa Rady Ministrów i ministra finansów, - Mirosława Pietrewicza na urzędy wiceprezesa Rady Ministrów oraz ministra-kierownika Centralnego Urzędu Planowania, - Andrzeja Bączkowskiego na urząd ministra pracy i polityki socjalnej, - Barbary Blidy na urząd ministra gospodarki przestrzennej i budownictwa, - Jacka Buchacza na urząd ministra współpracy gospodarczej z zagranicą, - Stanisława Dobrzańskiego na urząd ministra obrony narodowej, - Wiesława Kaczmarka na urząd ministra przekształceń własnościowych, - Leszka Kubickiego z urzędu ministra sprawiedliwości i prokuratora generalnego, - Bogusława Liberadzkiego na urząd ministra transportu i gospodarki morskiej, - Aleksandra Łuczaka na urząd przewodniczącego Komitetu Badań Naukowych, - Leszka Millera na urząd ministra ministra-szefa Urzędu Rady Ministrów, - Zdzisława Podkańskiego na urząd ministra kultury i sztuki, - Dariusza Rosatiego na urząd ministra spraw zagranicznych, - Zbigniewa Siemiątkowskiego na urząd ministra spraw wewnętrznych, - Klemensa Ścierskiego na urzędy ministra przemysłu i handlu, - Jerzego Wiatra na urząd ministra edukacji narodowej, - Andrzeja Zielińskiego na urząd ministra łączności, - Stanisława Żelichowskiego na urząd ministra ochrony środowiska, zasobów naturalnych i leśnictwa, - Ryszarda Żochowskiego na urząd ministra zdrowia i opieki społecznej. | – |
| 4 września 1996 | |
| – | - Jacka Buchacza z urzędu ministra współpracy gospodarczej z zagranicą (powołany na ten urząd 7 lutego 1996). |
| 30 września 1996 | |
| – | - Wiesława Kaczmarka z urzędu ministra przekształceń własnościowych (powołany na ten urząd 7 lutego 1996), - Mirosława Pietrewicza z urzędu ministra-kierownika Centralnego Urzędu Planowania (powołany na ten urząd 7 lutego 1996). |
| 1 października 1996 | |
| - Mirosława Pietrewicza na urząd ministra skarbu państwa. | – |
| 15 października 1996 | |
| - Włodzimierza Cimoszewicza, prezesa Rady Ministrów, na urząd przewodniczącego Komitetu Integracji Europejskiej. | – |
| 7 listopada 1996 | |
| – | - Andrzeja Bączkowskiego, ministra pracy i polityki socjalnej (powołany na ten urząd 7 lutego 1996). |
| 31 grudnia 1996 | |
| – | - Barbary Blidy z urzędu ministra gospodarki przestrzennej i budownictwa (powołana na ten urząd 7 lutego 1996), - Leszka Millera z urzędu ministra-szefa Urzędu Rady Ministrów (powołany na ten urząd 7 lutego 1996), - Zbigniewa Siemiątkowskiego z urzędu ministra spraw wewnętrznych (powołany na ten urząd 7 lutego 1996), - Klemensa Ścierskiego z urzędu ministra przemysłu i handlu (powołany na ten urząd 7 lutego 1996). |

### Rok 1997
| Powołanie | Odwołanie |
| 1 stycznia 1997 | 1 stycznia 1997 |
| --- | --- |
| - Wiesława Kaczmarka na urząd ministra gospodarki, - Zbigniewa Kuźmiuka na urząd prezesa Rządowego Centrum Studiów Strategicznych, - Leszka Millera na urząd ministra spraw wewnętrznych i administracji, - Zbigniewa Siemiątkowskiego na urząd ministra-członka Rady Ministrów. | – |
| 4 stycznia 1997 | |
| - Tadeusza Zielińskiego na urząd ministra pracy i polityki socjalnej. | – |
| 4 lutego 1997 | |
| - Marka Belki na urzędy wiceprezesa Rady Ministrów i ministra finansów. | - Grzegorza Kołodki z urzędów wiceprezesa Rady Ministrów i ministra finansów (powołany na te urzędy 7 lutego 1996). |
| 25 marca 1997 | |
| - Jarosława Pietrasa na stanowisko podsekretarza stanu w Urzędzie Komitetu Integracji Europejskiej. | – |
| 10 kwietnia 1997 | |
| – | - Romana Jagielińskiego z urzędów wiceprezesa Rady Ministrów oraz ministra rolnictwa i gospodarki żywnościowej (powołany na te urzędy 7 lutego 1996). |
| 25 kwietnia 1997 | |
| - Jarosława Kalinowskiego na urzędy wiceprezesa Rady Ministrów oraz ministra rolnictwa i gospodarki żywnościowej. | – |
| 29 lipca 1997 | |
| - Andrzeja Piłata na urząd ministra-członka Rady Ministrów. | – |
| 17 września 1997 | |
| – | - Ryszarda Żochowskiego z urzędu ministra zdrowia i opieki społecznej (powołany na ten urząd 7 lutego 1996). |
| 31 października 1997 | |
| – | - Włodzimierza Cimoszewicza, prezesa Rady Ministrów, z urzędu przewodniczącego Komitetu Integracji Europejskiej (powołany na ten urząd 15 października 1996), - Mirosława Pietrewicza z urzędów wiceprezesa Rady Ministrów (powołany na ten urząd 7 lutego 1996) oraz ministra skarbu państwa (powołany na ten urząd 1 października 1996), - Marka Belki z urzędów wiceprezesa Rady Ministrów i ministra finansów (powołany na te urzędy 4 lutego 1997), - Jarosława Kalinowskiego z urzędów wiceprezesa Rady Ministrów oraz ministra rolnictwa i gospodarki żywnościowej (powołany na te urzędy 25 kwietnia 1997), - Stanisława Dobrzańskiego z urzędu ministra obrony narodowej (powołany na ten urząd 7 lutego 1996), - Wiesława Kaczmarka z urzędu ministra gospodarki (powołany na ten urząd 1 stycznia 1997), - Leszka Kubickiego z urzędów ministra sprawiedliwości i prokuratora generalnego (powołany na te urzędy 7 lutego 1996), - Bogusława Liberadzkiego z urzędu ministra transportu i gospodarki morskiej (powołany na ten urząd 7 lutego 1996), - Aleksandra Łuczaka z urzędu przewodniczącego Komitetu Badań Naukowych (powołany na ten urząd 7 lutego 1996), - Leszka Millera z urzędu ministra spraw wewnętrznych i administracji (powołany na ten urząd 1 stycznia 1997), - Zdzisława Podkańskiego z urzędu ministra kultury i sztuki (powołany na ten urząd 7 lutego 1996), - Dariusza Rosatiego z urzędu ministra spraw zagranicznych (powołany na ten urząd 7 lutego 1996), - Zbigniewa Siemiątkowskiego z urzędu ministra-członka Rady Ministrów (powołany na ten urząd 1 stycznia 1997), - Jerzego Wiatra z urzędu ministra edukacji narodowej (powołany na ten urząd 7 lutego 1996), - Andrzeja Zielińskiego z urzędu ministra łączności (powołany na ten urząd 7 lutego 1996), - Stanisława Żelichowskiego z urzędu ministra ochrony środowiska, zasobów naturalnych i leśnictwa (powołany na ten urząd 7 lutego 1996), - Zbigniewa Kuźmiuka z urzędu prezesa Rządowego Centrum Studiów Strategicznych (powołany na ten urząd 1 stycznia 1997), - Tadeusza Zielińskiego z urzędu ministra pracy i polityki socjalnej (powołany na ten urząd 4 stycznia 1997), - Andrzeja Piłata z urzędu ministra-członka Rady Ministrów (powołany na ten urząd 29 lipca 1997). |